# Lê Văn Thi
Lê Văn Thi (sinh năm 1957) là Ủy viên Ban Thường vụ Tỉnh uỷ, Chủ tịch Ủy ban nhân dân tỉnh Kiên Giang khóa VIII nhiệm kỳ 2011–2016. Ông từng tốt nghiệp Đại học An ninh nhân dân (chuyên ngành An ninh điều tra), từng giữ chức Giám đốc Công an tỉnh Kiên Giang từ năm 2005 đến năm 2011. Tháng 10/2009, ông đã được phong quân hàm Thiếu tướng.

## Tiểu sử
Lê Văn Thi sinh năm 1957, quê tại huyện U Minh Thượng, Kiên Giang. Ông tốt nghiệp ngành Cử nhân Luật tại trường An ninh nhân dân.

## Quá trình công tác
- 3/1974-6-1975: Chiến sĩ B5 - Ban An ninh tỉnh Rạch Giá
- 7/1975-10/1976: Ban An ninh tỉnh Rạch Giá
- 11/1976-10/1981: Học viên Trường Công nông tỉnh Kiên Giang
- 11/1981-6/1983: Học viên Trường Đảng Nguyễn Văn Cừ - Thành phố Hồ Chí Minh
- 7/1983-9/1983: Cán bộ nghiên cứu Văn phòng Tỉnh ủy Kiên Giang
- 10/1983-5/1985: Tổ trưởng tuyển sinh đào tạo, phòng PX13 Công an Kiên Giang
- 3/1989-7/1994: Chánh Văn phòng Công an tỉnh Kiên Giang
- 8/1994-3/2000: Trưởng Công an thị xã Rạch Giá (nay là thành phố Rạch Giá), tỉnh Kiên Giang
- 4/2000-11/2000: Trưởng phòng Cảnh sát Kinh tế Công an tỉnh Kiên Giang
- 12/2000-9/2005: Đại tá - Phó Giám đốc Công an Kiên Giang
- 10/2005-5/2011: Ủy viên Ban Thường vụ Tỉnh ủy Kiên Giang, Bí thư Đảng ủy - Giám đốc Công an tỉnh Kiên Giang. Tháng 10/2009 được phong quân hàm Thiếu tướng.
- 6/2011-10/2015: Ủy viên Ban Thường vụ Tỉnh ủy Kiên Giang, Chủ tịch Uỷ ban nhân dân tỉnh, đại biểu Hội đồng nhân dân tỉnh Kiên Giang khóa VIII, nhiệm kỳ 2011 - 2016
- Bí thư Ban Cán sự Đảng Ủy ban nhân dân tỉnh, Chủ tịch Ủy ban nhân dân tỉnh Kiên Giang. Ông là người kế nhiệm cho Nguyễn Thanh Sơn.
- Cuối nhiệm kỳ, ông nghỉ hưu theo chế độ. Kế nhiệm là Thiếu tướng Bùi Tuyết Minh.